# 纳塔莉·泰勒
纳塔莉·泰勒（英語：Natalie Taylor，1982年12月24日—），新西兰女子篮球运动员，场上位置是小前锋。她曾代表新西兰国家队参加2018年英联邦运动会篮球比赛，获得一枚铜牌。